# Pierre Jeanneret
Pierre Jeanneret (Genebra, 22 de março de 1896 - 4 de dezembro de 1967) foi um arquiteto e designer suíço, primo e colaborador de Charles Edouard Jeanneret, mais conhecido como Le Corbusier.

## Primeiros anos
Diplomado à l'Ecole des Beaux-Arts de Genève, trabalhou com Auguste e Gustave Perret em Paris em 1921-1922, antes de começar a trabalhar em colaboração com Le Corbusier em 1922.

## Cinco pontos da nova arquitetura
Junto com Le Corbusier editou em 1926 um Manifesto: Cinco pontos da nova arquitetura que serviu de linha de conduta para uma nova visão arquitetônica. A Villa Savoye (1928-1931) é a legítima representante do Manifesto. Uma casa praticamente toda em vidro, de fachada e planta livre, sobre pilotis.

## Designer
Eles colaboraram mais uma vez após a guerra, no plano e na arquitetura da nova cidade de Chandigarh, na Índia.
Em 1929, no Salão de Outono em Paris, apresenta um conjunto de móveis modernos: cadeiras em aço tubular, tamboretes e um armários modulares concebidos em colaboração com Le Corbusier e Charlotte Perriand.
Le corbusier e Jeanneret trabalharam juntos em inúmeros projetos e esta parceria só foi interrompida quando Jeanneret entrou para a Resistência Francesa e Le Corbusier não.

## Chandigarh

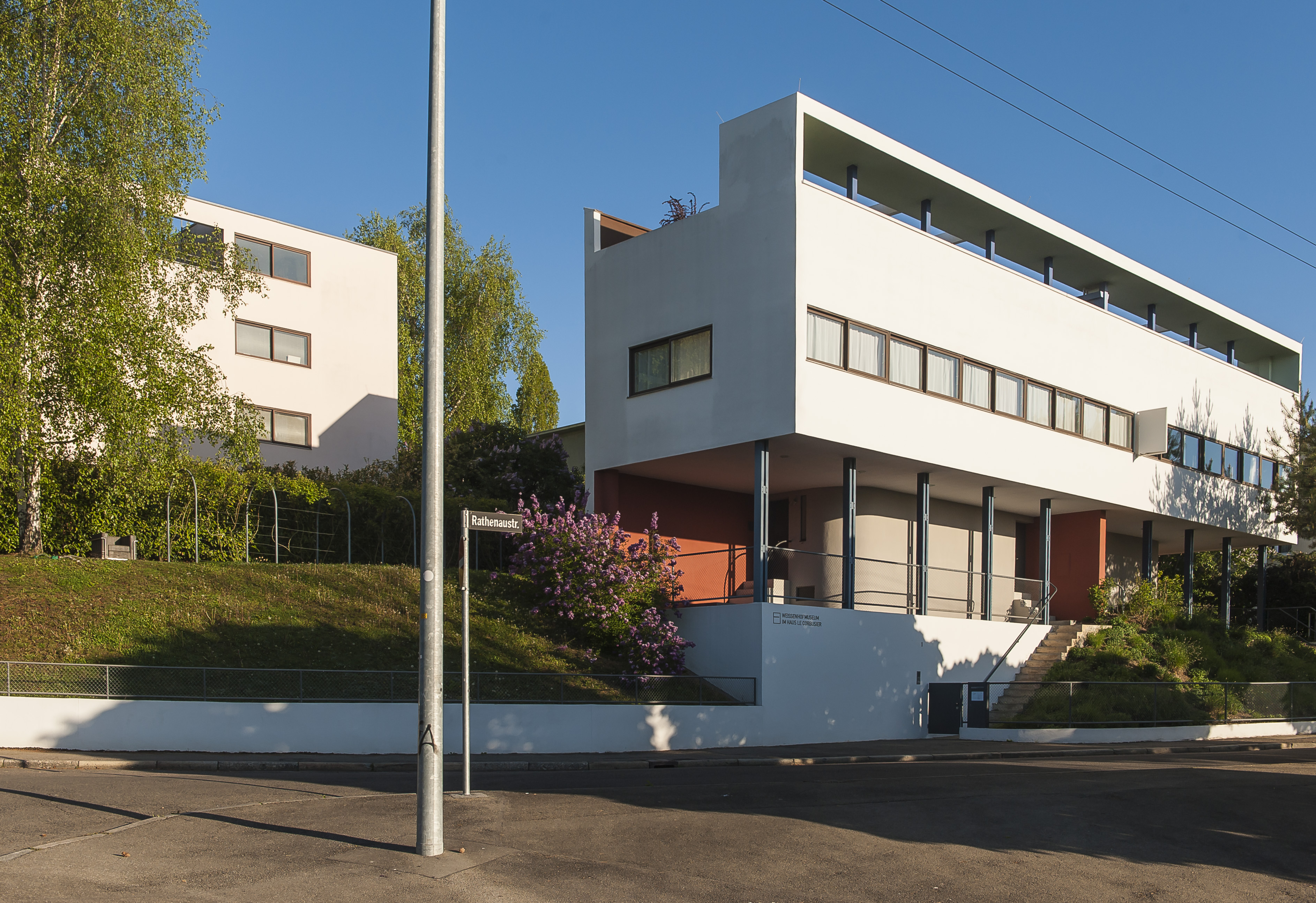
Le Corbusier e P. Jeanneret: Weissenhofsiedlung Stuttgart

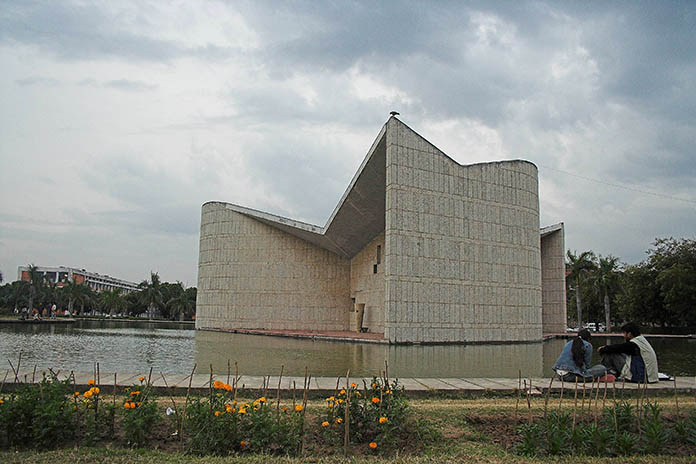
Gandhi Bhawan

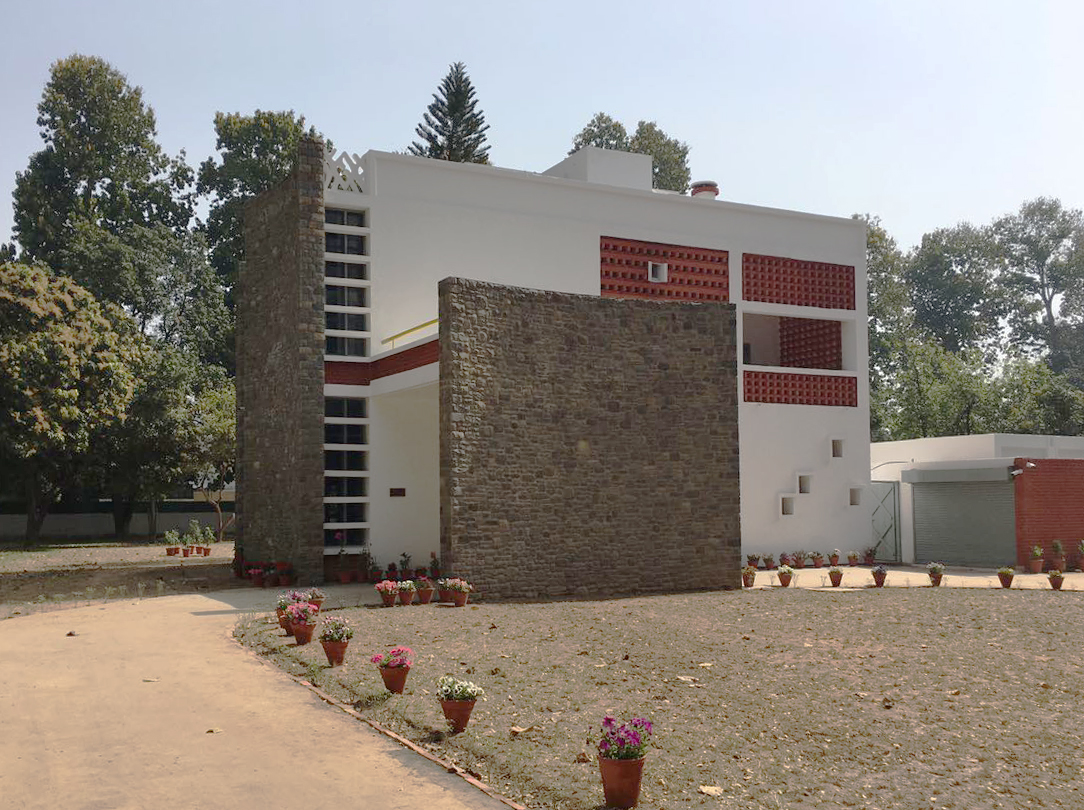
Casa/Museu Pierre Jeanneret em Chandigarh

Voltaram a trabalhar juntos após a guerra, nos anos 50, no projeto da cidade planejada de Chandigarh, na Índia. No entanto, Le Corbusier abandona o projeto na metade, finalizando apenas o plano piloto da cidade e o Capitólio (um complexo habitacional da sede do governo, parlamento e corte de justiça) e Jeanneret torna-se o responsável pelo demais prédios (alojamentos, hotéis e administração local) em conjunto com os arquitetos ingleses Maxwell Fry e Jane Drew e uma equipe de arquitetos indianos. Jeanneret passou 15 anos na Índia para acompanhar os trabalhos em Chandigarh, que se tornou uma referência para a Arquitectura Moderna. Em sua morte, de acordo com seu desejo, as cinzas de Jeanneret foram lançadas ao lago Sukhna em Chandigarh.
A contribuição de Jeanneret nos anos de sociedade com Le Corbusier não foi menor, constantemente desenhava os primeiros croquis que seriam retocados e afinados em conjunto e teve papel importante na continuidade do studio, na coordenação e no controle dos aspectos técnicos dos projetos.
Ainda que mantido à sombra de Le Corbusier, teve grande participação em todos os projetos que desenvolveram no estúdio onde foram sócios por 20 anos.

## Mobília
Além de edifícios, Jeanneret também projetou móveis, tanto de forma independente quanto com Le Corbusier. Ele experimentou um design minimalista, incluindo uma cadeira que não precisava de fixadores.

## Galeria
A casa do arquiteto suíço Pierre Jeanneret convertida em museu, Chandigarh, Índia.

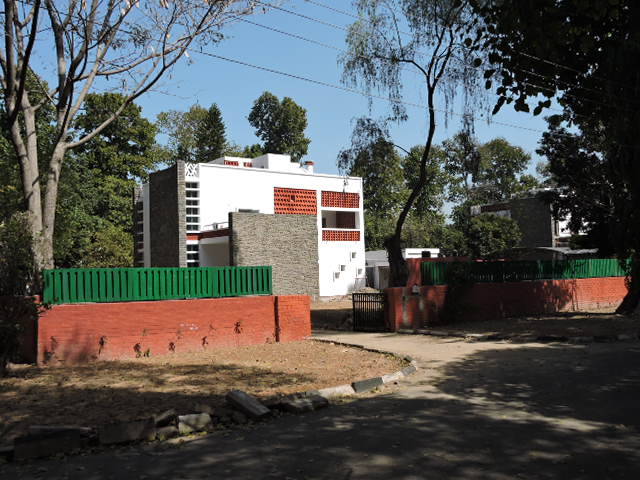
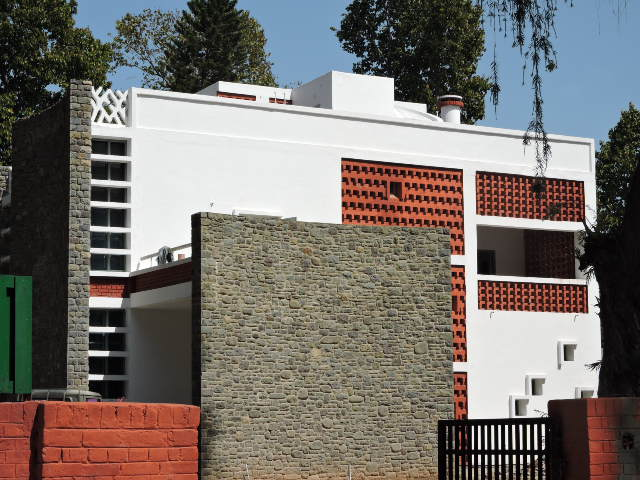
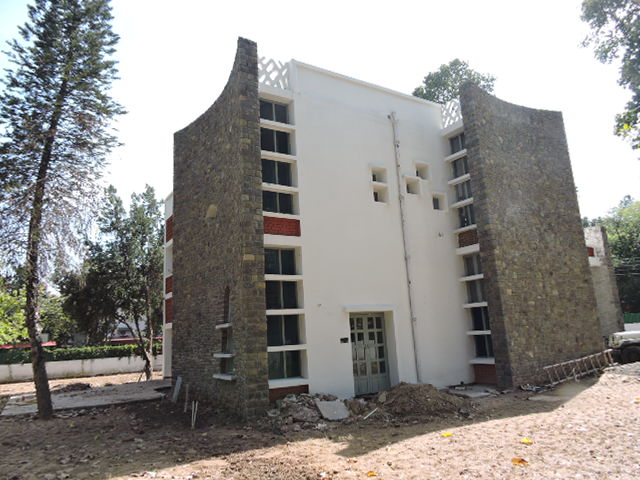
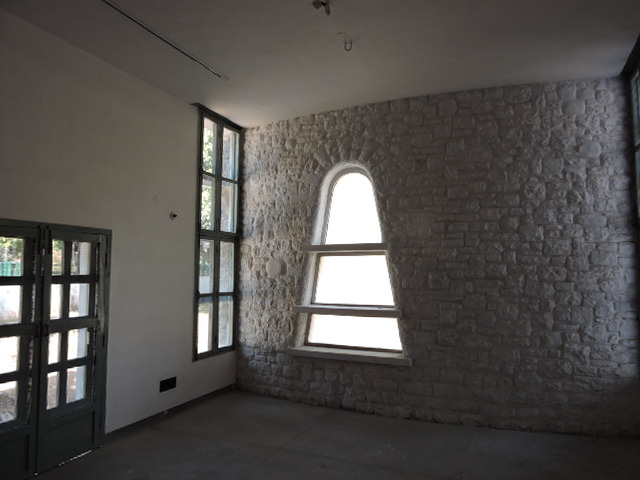